# Ульріх Бек
У́льріх Бек (15 травня 1944, Штольп — 1 січня 2015) — німецький соціолог і соціальний філософ, який займався дослідженнями у сфері глобалізації і теорії глобального суспільства. Один з найбільш цитованих за життя суспільствознавців у світі. Професор соціології Мюнхенського університету, Лондонської школи економіки, 
Фундації наук про людину (FMSH) в Парижі.
Ввів в науковий обіг наступні поняття: суспільство ризику, друга сучасність, рефлексивна модернізація та інші.